# حمض الليبويك
حمض ألفا- ليبويك (بالإنجليزية:  Alpha lipoic acid)‏اختصارا (ALA)، ويعرف أيضا باسم حمض ليبويك (بالإنجليزية: Lipoic acid)‏ اختصارا (LA). هو مركب كبريتي عضوي (Organosulfur compounds)مشتق من حمض الأوكتانويك (Caprylic acid). يحتوي على اثنين من ذرات الكبريت (في C6 وC8) متصلة بواسطة سلسلة سندات ثاني الكبريتيد (ديثيولان). يقوم حمض ألفا- ليبويك بدور العامل المساعد الأساسي لإفصال المتجمعات في مركبات عديدة
يعد حمض ألفا- ليبويك عامل محفز أساسي في التفاعلات الإنزيمية المتعلقة بأيض الجلوكوز.
والعامل المساعد لحمض ألفا- ليبويك هو أساسي ،يتألف من أربعة إنزيمات الميتوكوندريا. التطور الطبيعي لحمض ألفا- ليبويك وتوليفها أمر ضروري لعملية التمثيل الغذائي الهوائية. كما يتوفر في المكملات الغذائية والتي قد تستعمل من دون وصفة طبية .

## دواعي الاستعمال
ما زال حمض ألفا ليبويك موضوع بحث للعديد من الدراسات والأبحاث والتجارب السريرية، ولكن ما توصلت إليه البحوث الحالية هو أن حمض ليبويك له مقومات علاجية عديدة منها:
- مرض السكري: هناك أدلة قوية على أن حمض ألفا ليبويك قد يساعد في علاج السكري من النوع الثاني والاعتلال العصبي.[5] وفقاً لدراسة من 685 العشابين، وكان حمض ألفا ليبويك واحد من المكملات الغذائية في معظم الأحيان 10 أوصى بسبب فعاليته في الحد من ارتفاع مستويات السكر في الدم ويساعد في تنظيم مستوى السكر في الدم لمرضى السكر حيث يعتبر كالانسولين. ويساعد في التخلص من الجلوكوز في النوع الثاني من السكري كما أنه يساعد في منع الآثار السلبية المترتبة على وجود السكر في الدم المرتفع قليلا حتى يسبب بعض الآثار الجانبية الخطيرة لمرض السكري (تلف الأعصاب، وآلام، والعمى، وأمراض القلب وتسارع الشيخوخة).[6]
- _ التهاب الاعصاب: مثل التهاب الأعصاب الطرفية المصاحب لمرض البول السكري،[7]التهاب العصب البصري، الاعتلال العصبي المرتبط بمرض السكري أو علاج السرطان.
- إنقاص الوزن: بعض البحوث أثبتت أن حمض ليبويك يساهم في إنقاص الوزن عن طريق التأثير على الشهية وتحسين معدلات استهلاك المغذيات.[8][9]
- تحسين عمل الخلايا: بما أن حمض ألفا ليبويك يذوب في الماء والدهون فإنه يتحرك في كل الخلايا لإزالة الجزيئات الحرة، فإنه يقوم بحماية الأنسجة العصبية من الأكسدة الضارة من خلال تحلله لبعض المركبات المؤكسدة. ويمنع ضعف الجهاز حيث يقليل من تلف الأنسجة الذي يحدث في كثير من الأحيان على المدى الطويل من خلال التعرض لمستويات عالية من الأوكسجين. بينما الدراسات المبكرة واعدة، وهناك حاجة إلى مزيد من البحث لفهم كامل لآلية العمل. كما يقوم بحماية الجسم ويمنع وقوع الخلايا السرطانية في الجسم، كما يمنع خلل البطانا.[10][11]
- إزالة السموم: يساعد على إزالة السموم الموجودة في الكبد نتيجة الملوثات المعدنية ويحاول حماية الكبد والرئتين في حالة التدخين. كما يعتبر من مضادات الأكسدة «يحارب الجزيئات الحرة» التي تسبب السموم في جسم الإنسان. ويحفز الجسم على إنتاج جلوتاثيون الذي يساعد على امتصاص الانزيم المساعد Q10 وهما أيضا يعتبران من مضادات الأكسدة.[12]
- تصلب الشرايين: يقول العلماء أن المستويات المرتفعة من حمض ألفا ليبويك تقي من تصلب الشرايين بعدة آليات فهي تمنع تكون الجزيئات الملتصقة وتخفض مستوى الدهون الثلاثية كما أنها قد تعمل كمضادات للأكسدة. وقد أظهرت دراسة لعلماء جامعة مقاطعة اوريجون بالولايات المتحدة الأمريكية أن استهلاك حمض ألفا ليبويك سواء من الأغذية أو من المكملات الغذائية قد يقي من تصلب الشرايين ويخفض مستوى الدهون الثلاثية الضارة بالجسم.[13]
- أعراض الشيخوخة: مكافحة الشيخوخة والعناية بالبشرة، ويمنع شيخوخة الجلد، كما يحافظ على الجسم من تأثيرات الإشعاع والأشعة فوق البنفسجية التي تتسبب في تدمير الجلد .كما يعتبر فعال جداً في تحسين حالات الخرف.[14][15]

## دواعي استعمال أخرى
تقليل الخلل البطانية وتحسين بيلة 
علاج أو منع أمراض القلب والشرايين 
تسريع التئام الجروح المزمنة 
خفض مستويات أدما في نهاية مرحلة المرض الكلوي السكري أو مرضى غسيل الكلى .
علاج متلازمة حروق الفم .
خفض نسبة فرط الحديد.
علاج متلازمة التمثيل الغذائي .
منع أو إبطاء تطور مرض الزهايمر .
المساعدة في عملية انتصاب القضيب (جربت على نماذج حيوانية )
منع الصداع النصفي .
علاج التصلب المتعدد 
علاج الأمراض المزمنة المرتبطة الاكسدة .
تقليل حدوث الالتهابات .
تمنع المنتجات النهائية لالجلايكوسايليشن (Glycosylation) المتقدمة .
علاج أمراض الشرايين الطرفية .

## الدراسات الجارية للإستعمالات مقترحة
-وقد درس حمض ألفا ليبويك كعلاج لأمراض الكبد المرتبطة بالكحول. وولكن لم يتم الإنتهاء من دراسة تأثيراته على هذه الحالة . ومازال بحاجة إلى مزيد من البحث في هذا المجال.
-تقوم دراسة حاليا على حمض ألفا ليبويك كعلاج للضعف الإدراك الناجمة عن تلف الأعصاب لدى مرضى فيروس نقص المناعة البشرية. في هذا الوقت، وليس هناك أدلة علمية كافية للتوصية لعلاج هذه الحالة.
-هناك بعض الدراسات البشرية على حمض ألفا ليبويك كعلاج للزرق، ولكن ليس هناك أدلة علمية كافية لتقديم توصية في هذا الوقت حاليا.
-دراسة على حمض ألفا ليبويك ليوفر بعض الفوائد في أمراض الكلى، ولكن ليس هناك ما يكفي من الأدلة أن يوصي هذا الاستخدام.
-حروق الفم قد تعطي بعض الأمل لعلاج متلازمة حرق الفم، ولكن هناك حاجة لبحوث إضافية قبل أن تتمكن من إجراء أية توصيات.
-هناك تقارير مدروسة لتأثير حمض ألفا ليبويك على سرطان البنكرياس لدى البشر. تقرير يبين أن حالة ألفا ليبويك قد يساعد في منع تطور السرطان. ومع ذلك، هناك حاجة لدراسات ذات جودة عالية قبل أنيكون هناك أي استنتاج.
-نقص التروية: عند استعادة تدفق الدم (وتسمى ضخه)، يمكن أن تورم الناجمة عن ذلك والإجهاد يؤدي إلى تلف الجهاز. قد العلاج مع ALA قبل جراحة الكبد تساعد على منع هذا النوع من الضرر. ومع ذلك، هناك حاجة إلى مزيد من البحث.
-تشير الدلائل المبكرة تشير إلى أنحمض ألفا ليبويك قد يكون مفيدة لأولئك الذين تعرضوا لمستويات عالية من الإشعاع. هناك حاجة لدراسات أكثر.
-مازال البحث على إنتاج كريم للبشرة يحتوي على حمض ألفا ليبويك قد تساعد في تحسين علامات شيخوخة البشرة. وهناك حاجة إلى مزيد من البحث قبل أن تتمكن من إجراء أية توصيات.
و يقول العلماء أن المستويات المرتفعة من حمض ألفا ليبويك تقي من تصلب الشرايين بعدة آليات فهي تمنع تكون الجزيئات الملتصقة و تخفض مستوى الدهون الثلاثية كما أنها قد تعمل كمضادات للأكسدة .
و يضيف العلماء أن حمض ألفا ليبويك يساهم في إنقاص الوزن عن طريق التأثير على الشهية و تحسين معدلات استهلاك المغذيات .

## الوظيفة
من أهم وظائف حمض ألفا ليبويك هو وقف عمل الشوارد الحرة المدمر للميتوكوندريا وبالتالي الحفاظ على مصدر الطاقة الوحيد للخلية ، وعندما تكون الميتوكوندريا في حالة طيبة ومنتجة، فإن الخلايا تظل أيضًا في صحة طيبة فلا تشيخ أو تمرض،
مثال : خلايا الجلد فعندما ينضب مصدر الطاقة في الميتوكوندريا فان الخلايا تتوقف عن إنتاج الكولاجين فيتهدل الجلد ويتجعد ، ولكن عندما تستعيد الميتوكوندريا نشاطها وتستمر في إنتاج الكولاجين فإن البشرة تحافظ على شبابها ونضارتها.كارنيتين هو العامل المساعد ..
ولقد اكتشف علماء جامعة كاليفورنيا مؤخرا أن الحمض الأميني المسمى لـ – كارنيتين L-Carnitine هو العامل المساعد الهام في ادخال الحامض الدهني ألفا ليبويك إلى الميتوكوندريا لكي يقوم بعمله في تنشيطها والحفاظ عليها من التدمير .
من المعروف أن مضادات الأكسدة تتصرف كمصائد للشوارد الحرة فتسلبها الألكترونات الزائدة ، ولكنها عندما تفعل ذلك تفقد فاعليتها بعد تشبعها بهذه الألكترونات ، وهنا يأتي الدور الهام الذي يلعبه حامض ألفا ليبويك الذي يستطيع أن ينشط نفسه بعد اجتذابه للألكترونات من الشوارد الحرة فيستعيد دوره مرة أخرى كمضاد فعال للأكسدة، كما أنه يستطيع تنشيط عمل كل مضادات الأكسدة الأخرى بالطريقة نفسها.
و فوائده كثيرة جدا ومن أهمها انه يعد من أقوى مضادات الأكسدة و هو أقل مضادات الأكسدة شهرة ولكنه أكثرهم فاعلية وتأثيرا ، ذلك أنه ينشط في الوسطين المائي والدهني مما يجعله فعالا في كل أنسجة وخلايا الجسم وبالذات في الحفاظ على أنسجة المخ المهنية من عمل الشوارد الحرة المدمر ، بينما تنشط باقي المضادات في أحد الوسطين فقط ، وحامض ألفا ليبويك بالغ الأهمية في الحفاظ على أنظمة مضادات الأكسدة في الجسم وفي استعادتها لنشاطها بعد استنفاذها له واستخدامها المرة بعد الأخرى .

## الحيوية والأرتباط

التقسيم النظري لحمض الفا ليبويك

يرصد مقدمة اليبويك، وحامض الأوكتانويك، عبر الأحماض الدهنية الحيوية على شكل بروتين ناقل الاسيل (acyl carrier protein. ). في حقيقيات النوى، يستخدم الأحماض الدهنية عن طريق السكروز في العضيات المتقدرة لهذا الغرض. يتم نقل أوكتانوات من من بروتين ناقل الأسيل إلى مجال الأميد من خلال ناقل الأكتانوئيل. يتم إدراج مركبات الكبريت في الكربونات 6 و 8 من أوكتانوات عبر آلية مجموعة تفاعلات الإنزيمات وتسمى (سام الراديكالية -Radical SAM) ، من خلال إنزيم ليبويل سينسيز (Lipoyl synthase). ويعد إنزيم ليبويل سينسيز جزء من مكونات الكبريت. ونتيجة لذلك، يتم تصنيعه و إنتاج حمض ألفا ليبويك. م.

## ردود الفعل
ردود الفعل نقل 2- OADH تحدث من خلال آلية لمجموعات عدة مثل: نازعة البيروفات (PDH )، نازعة هيدرجين الأوكسوغلوتارات ( OGDH ) المعقدة ،نازعة تشعب سلسلة حمض ألفا كيتوني ( BCDH ) المعقدة ، و نازعة الأسيتوين ( ADH ) المعقدة . الدراسات الأكثر هي على مجموعة نازعة البيروفات المعقدة (PDH ). هذه المجمعات لديها ثلاثة مفارز. هي: E1- 3 ، التي هي كربوكسيل ، نازعة ليبويل الناقل ، و ثنائي هيدروليباميد . هذه المجمعات لديها E2 الأساسية المركزية و الوحدات الفرعية الأخرى التي تحيط بهذه النواة لتشكيل المجمع. في الفجوة بين هذه الوحدات الصغرى ،يتواجد اليبويل السيط بين المواقع النشطة. الشكل الهندسي لل PDH E2 الأساسية هي مكعب في البكتيريا سلبية الغرام أو متعدد الأوجه الاثنا عشري في حقيقيات النوى والبكتيريا إيجابية الغرام . ومن المثير للاهتمام في 2- OGDH و BCDH هو شكله الهندسي فهو دائما يكون على شكل مكعب .
يختلف نظام انشقاق الجليسين في المجمعات الأخرى ، وله مسميات مختلفة . في هذا المجمع البروتين H هو مجال اليبويل الحر مع اللوالب الإضافية، البروتين L هو نازعة الثنائي هيدروليباميد ، البروتين P هو كربوكسيل ، والبروتين T هو ناقل الميثيل من اليبويلات إلى رباعي الهيدروفولات ( THF ) مما ينتج الميثيلين - THF والأمونيا . ثم يتم استخدام الميثيلين - THF بواسطة السيرين ناقلة هيدروكسيد الميثيل ( SHMT ) لتجميع السيرين في الجلايسين . ويستخدم هذا النظام في العديد من الكائنات الحية ، ويلعب دورا حاسما في دورة الكربون الضوئي .

## تواجده
يتواجد حمض ألفا ليبويك بشكل طبيعي في الجسم، ويمكن أن تحمي ضد ضرر الخلايا في مجموعة متنوعة من الظروف. و هو موجود في جميع الأطعمة تقريبا 
، و بكميات قليلة بالخضروات المورقة و البطاطس و والشمندر والكرنب ( الملفوف ) واللحوم خصوصا الأعضاء مثل الكبد و القلب و الكلى ، السبانخ، والقرنبيط، والخميرة. ويعد حمض ألفا ليبويك أحد مضادات الأكسدة التي يتم إنتاجه بشطل طبيعي في الجسم كالفيتامين .في عملية تنقية حمض ليبويك لتحديد هيكله يستخدم ما يقدر بنحو 10 ألف طن من بقايا الكبد ، والتي يسفر عن 30 ملغ من حمض ليبويك . ونتيجة لذلك ، كل حمض ليبويك متاح كمكمل يتم تصنيعه كيميائيا . 
حتى الآن لم يتم الكشف عن مستويات حمض ليبويك في البلازما البشرية . تم الكشف عن RLA في 12،3-43،1 نانوغرام / مل من الحمض المائي ، التي يطلق بروتين محدد من حمض ليبويك . ملزمة بروتين اليبويك تطلق سراح من 1،4 حتى 11،6 نانوغرام / مل و <1 حتي 38،2 نانوغرام / مل باستخدام السبتيليزين في العصوية الرقيقة . لم يتم تحديد ما إذا كان مستويات ما قبل المكملات من RLA مستمدة من مصادر الغذاء ، ودوران الميتوكوندريا و جمع في الميكروبات للقناة الهضمية ولكن هناك مستويات منخفضة تم ربطها مجموعة متنوعة في بعض الحالات المرضية .
الإنزيمات المحللة للبروتين تلتصق ببقايا البروتين الهضمي حمض ألفا- ليبويك من خلال إنزيمات الميتوكوندريا المستمدة من الطعام ولكن تكون غير قادرة على الإلتصاق مع سلسلة سندات حمض أميد الليسين . كلا الأميد الدهني الاصطناعي و اليبويل والليسين يتم انشقاقهم بسرعة عن طريق lipoamidasesمصل الاميدات الدهنية التي تفرز يبويك الحر و اليسين أو الأمونيا في مجرى الدم . ومن المصادر الغذائية المشكوك بها في مكملات حمض ألفا ليبويك أنه لم يقدم أي فائدة قابلة للقياس من الناحية التغذوية أو العلاجية نظرا إلى التركيزات المتدنية جدا التي يحتوي عليها . قد يتواجد حمض ألفا ليبويك خارج الميتوكوندريا المرتبطة بنواة جسيم تأكسدي، أو في العضيات الأخرى . وقد اقترح أن شكل انخفاض حمض ألفا ليبويك، قد تكون بسبب الركيزة للغشاء المرتبط بالبروستاغلاندين E-2 و السينسيز .

### الصيدلة والاستخدامات الطبية
اليوم، حمض ألفا ليبويك متاح على نطاق واسع المكملات الغذائية أكثر من دون وصفة طبية في الولايات المتحدة في شكل كبسولات، وأقراص وسوائل مائي، ولقد وصفت والمواد المضادة للاكسدة. وقد طعن هذه التسمية مؤخرا. [2] في اليابان، ويتم تسويق LA في المقام الأول باعتباره «فقدان الوزن» والملحق «الطاقة». لم يتم تعريف العلاقات بين جرعات تكميلية والجرعات العلاجية بشكل واضح. لأن يبويك ليس من المغذيات الأساسية، لم يثبت وجود بدل اليومية الموصى بها (RDA).
وفقا لجمعية السرطان الأمريكية، «لا يوجد أي دليل علمي موثوق بها في هذا الوقت أن يبويك يمنع وضع أو انتشار السرطان». [36]
لاستخدامها في المواد الغذائية الملحق والصيدليات المركبة، أنشأت جامعة جنوب المحيط الهادئ لدراسة رسمية لراسمي R / S-LA. [37]
كذلك متوفر على شكل كبسولات 25 ، 50 ، 100 ، 200 ملج .

## الأثار الجانبية
الآثار الجانبية للحمض ألفا ليبويك يمكن أن تشمل الصداع، ووخز أو «أحر من الجمر» ضجة كبيرة، والطفح الجلدي، أو تقلصات العضلات. كانت هناك بضعة تقارير في اليابان من حالة نادرة تسمى متلازمة المناعة الذاتية الأنسولين في الأشخاص الذين يستخدمون حمض ألفا ليبويك. [بحاجة لمصدر] [82] ويتسبب المرض نقص السكر في الدم والأجسام المضادة الموجهة ضد الأنسولين في الجسم نفسه دون علاج الأنسولين السابقة. سلامة ألفا ليبويك حمض في النساء الحوامل أو المرضعات، أو الأطفال، أو الذين يعانون من أمراض الكبد أو الكلى غير معروف. الجرعة السامة في القطط هي أقل بكثير من تلك التي في البشر أو الكلاب [83] وتنتج سمية الكبد.
حمض ليبويك آمن وليس له آثار جانبية
باستثناء السمية المحتملة في مرضى السكري.
تم استخدامها في أوروبا من ثلاثة عقود ولم تظهر الدراسات أي آثار سلبية خطيرة من تناول مكملات حمض ليبويك .
ويجب على مرضى السكري متابعة نسبة السكر في الدم عند تناوله
لدوره المعروف في تحسين التمثيل الغذائي فقد تتغير احتياجات الانسولين .

## التداخل الدوائي
لا يتداخل مع أدوية أخرى حتى هذا اليوم .
بسبب انخفاض تكلفة وسهولة تصنيع حمض ألفا ليبويك ، وكذلك النجاحات المبكرة في العلاج، أستخدم على شكل رسمي في نطاق واسع من الناحية التغذوية و السريرية في أوروبا و اليابان ، على الرغم من الاعتراف المبكر بأن حمض ألفا ليبويك ليس مكافئ بيولوجيا . والأساس المنطقي الأصلي لاستخدامه هو باعتباره مكمل غذائي . واعترف أيضا أنه تم العثور على تركيزات أقل في حمض ألفا ليبويك في أنسجة البشرالذين يعانون من أمراض مختلفة، و مستويات أقل في البول على مدار 24 ساعة من المرضى الذين يعانون من أمراض مختلفة مما كانت عليه في الاشخاص الاصحاء . ان الحقن بحمض ألفا ليبويك بنسب منخفضة تصل إلى 10-25 ملغ تساعد على ادرار البول ، وفي كثير من الحالات ، وتحسين من صحة المريض . بعد أن تبين أن لدى حمض ألفا ليبويك تأثير على الجينات في الثدييات ، ولكنه يعتبر اليوم أن تكون «أحد المواد الاساسية المكملة للغذاء» .
العثور على حمض ألفا ليبويك في عدة ورقات الكارنيتين والاسيتيل عكس علامات مرتبطة بالعمر في التجارب على الفئران .
أظهرت دراسة حديثة التأثيرات الدوائية لحمض ألفا ليبويك على الإنسان ،وكان الحد الأقصى في الدراسة هو للتركيز في البلازما وكان التوافر البيولوجي لحمض ألفا ليبويك هي أكبر بكثير في شكل الأحماض الحرة. 
ألفا ليبويك قد يخفض من مستويات السكر في الدم. وينصح الحذر عند استخدام الأدوية التي قد تخفض نسبة السكر في الدم أيضا. وينبغي رصد المرضى الذين يتناولون أدوية لمرض السكري عن طريق الفم أو الأنسولين بشكل وثيق من قبل الفنيين المؤهلين الرعاية الصحية، بما في ذلك الصيدلي. قد يكون من الضروري إجراء تعديلات الدواء.
قد يغير حمض ألفا ليبويك من مستويات الغدة الدرقية. وينصح الحذر في الناس مع تشخيص أمراض الغدة الدرقية. وينبغي رصد المرضى الذين يستخدمون أدوية لأمراض الغدة الدرقية عن كثب من قبل مقدمي الرعاية الصحية لهم أثناء استخدام حمض ألفا ليبويك. قد يكون من الضروري إجراء تعديلات الجرعات.
حمض ألفا ليبويك، عندما تعطى مع دوكسوروبيسين، ويوفر لها تأثير وقائي ضد الاضرار القلب. هذا قد تحسين مؤشر العلاجية للدوكسوروبيسين عندما تعطى مع حمض ألفا ليبويك .ويبدو أيضا أن الآثار الوقائية تمتلك عندما تدار مع ® أدرياميسين، على الرغم من الضروري إجراء بحوث أخرى لتأكيد هذه النتائج.
قد يتفاعل حمض ألفا ليبويك مع علاجات السرطان، والمضادات الحيوية، والأدوية المستعملة لعلاج هشاشة العظام، والأدوية التي تساعد توسيع الأوعية الدموية (موسعات). قد ALA تقليل الآثار المضادة للالتهابات ويمكن أن يزيد من آثار الإيدز فقدان الوزن. قد المرضى الذين أخذوا الأدوية تهدئة، ودعا المهدئات، لا تستجيب بشكل جيد لحمض ألفا ليبويك.
قد تؤثر حمض ألفا ليبويك الطريقة التي الكبد ينهار بعض الأدوية.

## حمض ألفا ليبويك والبهاق
- في العدد 2008 نوفمبر تايمز للأمراض الجلدية Dermatology Times، د. غرايمز بيرل، أحد العلماء الذين يعملون على ايجاد علاج لهذا المرض الجلدي- البهاق ،[75] يوصي على أساس التجارب السريرية بهذا الحمض لمرضى البهاق بالإضافة إلى على الفيتامينات التالية :

• فيتامين E
• فيتامين C
• أنزيم Q10
• حمض الفوليك
• الفيتامين B12
• الفيتامينات فاعلية عالية
• حمض ألفا ليبويك
- كما انه يدخل في تركيبة بعض المكملات الغذائية والفيتامينات الخاصة بمرضى البهاق .
- كما أسفرت النتائج لأحد الدراسات بتناول مكملات تحتوي على حمض ألفا ليبويك عن طريق الفم قبل وأثناء التعرض لأشعة الناروباند التحسن بشكل ملحوظ والحد من البهاق المرتبطة بالاكسدة.
- لعدد 2008 نوفمبر تايمز للأمراض الجلدية Dermatology Times، د. غرايمز بيرل، أحد العلماء الذين يعملون على ايجاد علاج لهذا المرض الجلدي- البهاق ، يوصي على أساس التجارب السريرية بهذا الحمض لمرضى البهاق كما انه يدخل في تركيبة بعض المكملات الغذائية والفيتامينات الخاصة بمرضى البهاق .
- كما أسفرت النتائج لأحد الدراسات بتناول مكملات تحتوي على حمض ألفا ليبويك عن طريق الفم قبل وأثناء التعرض لأشعة الناروباند التحسن بشكل ملحوظ والحد من البهاق المرتبطة بالاكسدة.

## التوصية العلاجية
يحتاج الإنسان إلى حوالى مئة ميلليغرام من حامض ألفا ليبويك يوميًا .
الجرعة من 100 ملج الي 1200 ملج.
غالبا 100-200 ملج للأصحاء و 600 ملج لمرضي السكر.
أو ما يحدده المعالج حسب الوضع الصحي.

## الجرعات
البالغين (18 سنة وما فوق)
العام: بشكل عام، يعتقد الخبراء أنها آمنة لاستخدام ألفا ليبويك (ALA) في الجرعات الموصى بها لمدة تصل إلى سنتين.
وقد تم اتخاذ جرعة من 300 ملليغرام يوميا من حمض thioctic في ثلاث جرعات مقسمة لمدة تصل إلى 24 أسبوعا: الكحولية أمراض الكبد.
وقد تم اتخاذ جرعة من 600 ملليغرام من ALA مرتين يوميا لمدة 10 أسابيع: المعرفية وظيفة (HIV).
مرض السكري: اتخذت جرعات من 600-1،800 ملليغرام من ALA يوميا عن طريق الفم. وقد تم حقن جرعة من 500-1،000 ملليغرام من ALA في 50-500 مل من كلوريد الصوديوم.
المخدرات التي يسببها cardiotoxicity: جرعة من 100 ملليغرام لكل كيلوغرام (-1) من ALA خفض الضرر ورد القلب الناجمة عن دوكسوروبيسين المخدرات المضادة للسرطان في دراسة ووصف سيئة.
الزرق: لقد تم اتخاذ جرعة من 150 ملليغرام من ALA لمدة شهر.
نقص التروية-ضخه حماية الإصابة: تم حقن جرعة من 600 ملليغرام من ALA في 50 ملليلتر من كلوريد الصوديوم.
أمراض الكلى: لمدة 12 أسبوعا، المرضى الذين يخضعون لغسيل الكلى استغرق 600 ملليغرام يوميا من ALA.
الاعتلال العصبي: قد اتخذت 600-1،800 ملليغرام من ALA عن طريق الفم يوميا مقسمة على جرعات من ثلاثة أسابيع إلى سنتين. وقد تم حقن جرعة من 600 ملليغرام يوميا من ALA لمدة 5-10 أيام.
الألم (متلازمة حرق الفم): لقد تم اتخاذ جرعة يومية من 200-600 ملليغرام من ALA عن طريق الفم لمدة تصل إلى شهرين.
وقد استخدمت جرعة من 300 ملليغرام من ALA قبل ساعة واحدة من التعرض للأكسجين ومباشرة بعد العلاج: التئام الجروح (في المرضى الذين يخضعون الضغط العالي علاج الأوكسجين). ثم خطف المرضى 300 مليجرام مرتين يوميا لعلاج ال 30 القادمة.
الأطفال (أقل من 18 سنة)
والجرعات والسلامة من ALA لم تكن مدروسة دراسة في الأطفال، وبالتالي، لا يمكن أن أوصى ALA.

## النظرية
وتستند في الأغراض أدناه على التقاليد والنظريات العلمية، أو محدودية البحث. في كثير من الأحيان لم يتم اختبارها بدقة في البشر، والتي لم تثبت سلامة وفعالية دائما. بعض هذه الشروط قد تكون خطيرة، وينبغي تقييمها من قبل مقدم الرعاية الصحية المؤهلين. قد يكون هناك الاستخدامات المقترحة الأخرى التي لم يتم سردها أدناه.
المرتبطة بالسن ضعف الذاكرة، ارتفاع (الجبلية) المرض، والخرف الزهايمر، سمية الفطر، ومضادات الأكسدة، شهية / فقدان الوزن في مرضى السرطان، وتصلب الشرايين (انسداد الشرايين)، التهاب الجلد التأتبي، والصفراء تحفيز تدفق، واضطرابات الدم (بروتوبورفيريا)، الأوعية الدموية مرض (المخ، البطانة)، وفقدان العظام، وتلف في الدماغ (التنكسية والنحاس التي يسببها الضرر التأكسدي)، والسرطان، واضطرابات القلب والأوعية الدموية (الأمراض الدماغية الوعائية)، واضطرابات الجهاز العصبي المركزي، والآثار السلبية العلاج الكيميائي، تليف الكبد، والإمساك، والتهاب الجلد التماسي، نقص (الزنك )، والخرف، والاكتئاب، ومتلازمة داون، واضطرابات الغدد الصماء (متلازمة التمثيل الغذائي)، وظروف الجهاز الهضمي (حماية gastromucosal)، تلف في حاسة السمع (من بعض الأدوية)، والضرر في القلب من دوكسوروبيسين (أدرياميسين ®، Doxil ®)، والتهاب الكبد (التهاب الكبد C)، وارتفاع ضغط الدم، وارتفاع الكولسترول، فيروس نقص المناعة البشرية / الإيدز، والمناعة منبه الجهاز، والالتهابات، حالات الالتهابات (الأمراض الوعائية التهاب)، وحماية الكلى، والحماض اللبني (lipoamide نقص نازعة)، سمية الرصاص، وأمراض الكبد، والذاكرة، واضطرابات التمثيل الغذائي (لييز للمرض، البورفيريا ، كرابه المرض)، والأمراض الميتوكوندريا، والتصلب المتعدد، الضمور العضلي (ضمور وجهي كتفي عضدي)، وعيوب الأنبوب العصبي، العصبية، المكملات الغذائية، والسمنة، ومرض باركنسون، والألم بعد الجراحة، والصدفية، وحماية شبكية العين (leukostasis، نقص تروية الشبكية / ضخه)، اعتلال الشبكية، داء الاسقربوط، وتعفن الدم (الوقاية والعلاج) وفقر الدم المنجلي، واضطرابات الشم ومشاكل في المعدة والسكتة الدماغية والفشل الكلوي السامة (اوكزالبلاتين التي يسببها، سيكلوفوسفاميد السمسة والزئبق الناجم عن)، وفيتامين E نقص، مرض ويلسون (اضطراب وراثي) .

## قوانين السلامة
وقد تم اختبار هذه الاستخدامات في البشر أو الحيوانات. لم سلامة وفعالية ثبت دائما. بعض هذه الشروط قد تكون خطيرة، وينبغي تقييمها من قبل مقدم الرعاية الصحية المؤهلين. GRADE *
منظمة الأغذية والدواء الأمريكية لا ينظم بصرامة الأعشاب والمكملات الغذائية. ليس هناك ما يضمن القوة ونقاء وسلامة المنتجات أو، والآثار قد تتفاوت. يجب عليك دائما قراءة البطاقات الملصقة على المنتجات. إذا كان لديك حالة طبية، أو تأخذ أدوية أخرى، والأعشاب، أو المكملات الغذائية، يجب عليك التحدث مع أحد مقدمي الرعاية الصحية المؤهلين قبل البدء في العلاج الجديد. استشارة مقدم الرعاية الصحية على الفور إذا كنت تواجه آثار جانبية.

## الحساسية
يجب على الناس الذين يعانون من الحساسية أو hypersensitivities لألفا ليبويك (ALA) تجنب استخدامها. حدث الألم واحمرار حول موقع إبرة عندما تم حقن عن طريق الوريد ALA. حدثت ردود فعل حساسية الجلد (أكزيما التماس دعا) بعد تم استخدام المضادة للتجاعيد كريم ALA.
الآثار الجانبية وتحذيرات
ت
- ملاحظة: يجب أن لا يتم الخلط بين ألفا ليبويك و حمض ألفااللينولينيك ، وهو أيضا يعرف مختصر النحو ALA.

## التاريخ
اكتشف في عام 1951 ومعترف به منذ فترة طويلة باعتباره الإنزيم المساعد على تحطيم السكر لإنتاج الطاقة .
إلا في الآونة الأخيرة قد تحققت قدرته العلاجية لكثير من الأمراض.
واستخدمه كمكملات تغذوية منذ 1950s للأمراض المختلفة.وحمض ألفا- ليبويك هيكليا يظهر كمادة صلبة صفراء ويحتوي على حمض الكربوكسيلية .وحمض ألفا- ليبويك هو مركب طبيعي يقوم بدور العامل المساعد الأساسي في عملية فصل وتحلل مركبات عديدة
ألفا ليبويك، والمعروفة باسم «أكسدة الكونية»، قد استخدم لعقود في أوروبا، خاصة في ألمانيا، لعلاج الحالات العصبية، بما في ذلك تلف الأعصاب الناتج عن مرض السكري .